# Forza volontaria popolare del Delta del Niger
La Forza volontaria popolare del Delta del Niger (o NDPVF, dall'inglese Niger Delta People's Volunteer Force) è un gruppo paramilitare operante nella regione del Delta del Niger, in Nigeria, composto prevalentemente da membri del gruppo etnico Ijaw. Il gruppo emerse negli ultimi anni 1990 nel tentativo di ottenere il controllo delle vaste risorse petrolifere della regione, in particolare nella zona del delta, ed è stato tra i protagonisti del conflitto del delta del Niger. Il NDPVF ha spesso reclamato parte delle ricchezze prodotte dallo sfruttamento del sottosuolo sia ai governi statali che a quello federale ed ha supportato, in alcune occasioni, l'indipendenza per l'intera regione del delta. Dal 2004, alla guida del gruppo vi è Alhaji Mujahid Dokubo-Asari, un ex-presidente dello Ijaw Youth Council che ha deciso di passare dalla lotta politica a quella armata. Leader carismatico, Asari è considerato dalla popolazione locale come un eroe.

## La fondazione e i primi conflitti
Il NDPVF, fin dalla sua fondazione, ha avuto forti conflitti sia con le autorità nigeriane (governi statali e governo centrale) sia con altri gruppi etnici della regione del delta, primo fra tutti il gruppo degli Itsekiri. La tensione tra i due gruppi è sfociata in un numero di conflitti armati concentrati soprattutto intorno alla città di Warri ed intorno alla "capitale del petrolio", Port Harcourt. La questione del compenso relativo agli appezzamenti di terreno ceduto al governo per lo sfruttamento delle risorse petrolifere ha causato una forte protesta da parte degli Ijaw che si sono sentiti defraudati a vantaggio degli Itsekiri.
Il confronto sul piano economico è stato poi spostato sul piano del conflitto armato quando il NDPVF si è ferocemente contrapposto all'altro grande gruppo paramilitare della regione, il Niger Delta Vigilante (NDV), guidato da Ateke Tom. Causa anche i rapporti finanziari non chiari tra il governatore dello stato di Rivers, Peter Odili (eletto nel 2003) e lo stesso NDPVF. L'accusa di Asari a Odili di aver commesso brogli per le elezioni alla carica di governatore ha portato il governo statale ad appoggiare in pieno il NDV. L'alleanza tra il gruppo paramilitare di Tom e l'autorità statale ha poi portato la guerriglia sul piano del conflitto tra autorità centrale e gruppi eversivi. Nel 2004, il NDPVF è riuscito a strappare al governo di Obasanjo un accordo per la chiusura di alcuni pozzi petroliferi. La situazione però è precipitata dopo l'arresto dello stesso Asari, avvenuto ad Abuja nel 2005, accusato di alto tradimento, per aver reso dichiarazioni ad alcuni giornali su una possibile indipendenza della regione del delta dal governo centrale. Gli attacchi ai pozzi e agli oleodotti sono aumentati così come le violenze ai danni del personale appartenente alle compagnie straniere. In questo contesto drammatico sono nate altre milizie paramilitari tra cui il Movimento per l'Emancipazione del Delta del Niger (MEND) e la Brigata dei Martiri, fusasi poi con il MEND.
Nell'ottobre del 2006, una coalizione delle principali milizie armate della regione, denominata "Consiglio rivoluzionario congiunto" (Jrc), ha richiesto la liberazione di Asari, attualmente sotto processo ad Abuja, minacciando attacchi alle principali basi per le estrazioni del petrolio. Con una lettera aperta diretta alla sua gente, Asari ha poi invitato alla calma i miliziani.